# Calymmochilus longbottomi
Calymmochilus longbottomi (лат.) — вид мелких паразитических наездников-эвпельмид (Eupelmidae) рода Calymmochilus. Первый хальцидоидный паразит ложноскорпионов.

## Распространение
Австралия (Fraser Range Station, Западная Австралия).

## Описание
Длина около 3 мм (самки макроптерные). Усики самцов нитевидные из 7 члеников; усики самок состоят из 3-члениковой булавы и жгутика из 8 члеников. Клипеус выступающий с микрозубчиками. Тело в основном чёрное, с зеленоватым металлическим отблеском. Усики и ноги чёрные, голени и лапки средних ног желтоватые.
Единственный представитель рода Calymmochilus в Австралии с полностью крылатыми самками (другие брахиптерные). Паразитируют на ложноскорпионах вида Synsphyronus lathrius Harvey из семейства Garypidae (Pseudoscorpionida). Вид был впервые описан в 1998 году, когда их вывели из коконов-хризалид, появившихся из ложноскорпионов, найденных под камнем в Западной Австралии.